# Hedy Aschermann
Hedy Aschermann (* 4. März 1897 in Kassel; † 5. Juni 1978 in Hofgeismar) war eine deutsche Violinistin.

## Leben
Hedy Aschermann, katholisch, wurde 1897 als Tochter des Regierungssekretärs Rudolf Aschermann und dessen Frau Mathilde Matthiesen in Kassel geboren. Von 1908 bis 1918 besuchte sie das Konservatorium ihrer Heimatstadt. Nach der Schulausbildung am Lyzeum war sie von 1918 bis 1920 Lehrerin am Konservatorium in Kassel. 1920 nahm sie ein Violinstudium bei Géza de Kresz in Berlin auf, das sie bei Edgar Wollgandt in Leipzig und bei Max Strub in Dresden und Weimar fortsetzte. Ab 1921 wirkte sie als Musikpädagogin und Konzertviolinistin in Kassel. Sie war Mitglied im Berliner Tonkünstlerverein. Aschermann ehelichte 1927 den Apotheker und Politiker Arthur Cybulla (1886–1955).